# ティーンエージ ミュータント ニンジャ タートルズ2 ザ マンハッタン プロジェクト
『ティーンエージ ミュータント ニンジャ タートルズ2 ザ マンハッタン プロジェクト』 （Teenage Mutant Ninja Turtles 2 The Manhattan Project) はコナミが1991年にリリースしたファミリーコンピュータ（ファミコン）用の横スクロールアクションゲームである。略称は『T.M.N.T.2』（ティーエムエヌティーツー）。
『T.M.N.T.』のファミコンにおける3作目のゲーム作品で、北米ではNintendo Entertainment System（NES）用に『Teenage Mutant Ninja Turtles III: The Manhattan Project』というタイトルで1992年にリリースされた。
前作はアーケードゲーム『T.M.N.T. 〜スーパー亀忍者〜』の移植だったが、本作はゲームシステムを継承したファミコンオリジナル作品である。1987年のアニメ版T.M.N.T.を下敷きにしており、第5シーズンの後にリリースされた。

## あらすじ
フロリダ州キーウェストでタートルズはバカンスを楽しんでいた。タートルズがエイプリル・オニールのニューヨークの最新ニュースレポートを見ていると、放送がシュレッダーに乗っ取られた。シュレッダーはエイプリルを人質に取り、マンハッタンを空中に浮かび上がらせ丸ごと盗んでしまう。そして、タートルズに自分の所に来るように挑戦する。タートルズは襲い来るシュレッダーの手下と戦いながらニューヨークを目指す。

## ゲーム内容
『T.M.N.T.2』は1人プレイまたは2人同時プレイが可能なベルトスクロール型のアクションゲーム。プレイヤーは、レオナルド（LEO）、ラファエル（RAPH）、ミケランジェロ（MIKE）、ドナテルロ（DON）の4人のタートルズのいずれかを選択でき、それぞれが独自の武器を使用する。
基本的な操作方法は前作とほぼ同じで、攻撃ボタンとジャンプボタンを使用する。十字キーを下に押しながらBボタンを押すことで、敵に対して投げ技を実行できるようになった。Aボタンを押して素早くBボタンを押すと必殺技を使用できるが、ライフゲージを1目盛り分消費する。
プレイヤーのライフはダメージを受けるたびに減少し、0になるとミスとなり残機を1人分失う。ライフが0になった時に使用キャラクターを変更することができる。全ての残機を失うとゲームオーバーになるが、他のプレイヤーがゲームオーバーになっていなければ残りのプレイヤーを分けてもらえる。コンティニューは3回まで可能。
ゲームはフロリダのビーチからマンハッタンの浮島、テクノドローム、クラングの宇宙船など合計8ステージで構成されている。
さまざまなフットソルジャー、マウサー、ストーンウォリアーズが敵キャラクターとして登場する。ボスキャラクターとして、漫画版からダートバック、グランドチャック、スラッシュ、レザーヘッドなどが新たに追加され、シュレッダーとクラング、ビボップとロックステディが前作から引き続き登場する。映画『ミュータント・ニンジャ・タートルズ2』からはトカ＆ラザー、シュレッダーのミュータント版であるスーパーシュレッダーも登場する。北米版のパッケージイラストに描かれているにもかかわらずトリケラトンはゲームに登場しない
。

## 登場キャラクター
レオナルド（LEO）
タートルズのリーダーで完璧主義者。武器は刀を使う。必殺技はソードアタック（回転切り）。
ラファエル（RAPH）
タートルズのメンバーでクレイジーな性格。武器はサイを使う。必殺技はドリルアタック。
ドナテルロ（DON）
タートルズのメンバーで頭が良い。武器は棒を使う。必殺技はローリングアタック。
ミケランジェロ（MIKE）
タートルズのメンバーで食いしん坊。武器はヌンチャクを使う。必殺技はカンガルーキック。

## 国ごとのバージョンの違い
本作は1991年12月13日に日本のファミリーコンピュータ（ファミコン）向けに『ティーンエージ ミュータント ニンジャ タートルズ2 ザ マンハッタン プロジェクト』というタイトルでリリースされた 。
北米では日本から約2か月遅い1992年2月1日にNintendo Entertainment System（NES）用ソフト『Teenage Mutant Ninja Turtles III: The Manhattan Project』としてリリースされた。
日本版が『2』で、北米版は『III』となっているナンバリングの違いは、ファミコンの最初のタートルズのゲームが『激亀忍者伝』という異なるタイトルで日本で発売され、北米版の『T.M.N.T.II』が日本では『T.M.N.T.』としてリリースされたため。
NESの他のタートルズゲームとは異なり、本作はヨーロッパではリリースされなかった。
タイトル以外でファミコン版とNES版の違いは以下の通り。
- ファミコン版ではメニューからデフォルトでオプション画面に入れるが、NES版ではオプション画面にアクセスするためにコナミコマンドを入力する必要がある。ファミコン版でコナミコマンドを入力すると感謝のメッセージが表示される。
- ファミコン版ではオプション画面に「ゲームタイプ」設定があり、それぞれ「A」または「B」に設定することで味方へダメージをオフまたはオンにすることができる。これにより、フレンドリーファイアをオフにして1人のプレーヤーのゲーム中に2人目のプレーヤーが参加できるという利点がある。NES版ではタイトル画面で1人プレイの「Turtle」、2人プレイで味方に攻撃が当たる「Turtles A」、当たらない「Turtles B」の3つのモードから選択する。
- ファミコン版にはNES版にはないステージセレクトと、コンティニュー回数を増やす2つの裏技がある。
- ファミコン版はコナミ製のVRC IVチップを使用するが、NES版は任天堂製のMMC3チップを使用してゲームのプログラムを制御する。

## 評価
本作はエレクトロニック・ゲーミング・マンスリーの1992年のベストNESゲームを受賞した 。オールゲームの編集者であるブレット・アラン・ワイスは、「優れた、バランスの取れたゲーム」と表現した。
日本のゲーム雑誌ファミ通は40点満点中27点と評価した。